# Myriopteris covillei
Myriopteris covillei är en kantbräkenväxtart som först beskrevs av William Ralph Maxon, och fick sitt nu gällande namn av A., D. Löve. Myriopteris covillei ingår i släktet Myriopteris och familjen Pteridaceae. Inga underarter finns listade.